# George Brudenell-Bruce (2e marquis d'Ailesbury)
Pour l’article homonyme, voir George Brudenell-Bruce.
George William Frederick Brudenell-Bruce (20 novembre 1804 - 6 janvier 1878) est un pair britannique, un homme politique libéral et un courtisan.

## Biographie
Né à Lower Grosvenor Street, à Londres, il est le fils aîné de Charles Brudenell-Bruce (1er marquis d'Ailesbury), et de sa première épouse, Henrietta Hill, fille aînée de Noel Hill (1er baron Berwick). Il est le frère d'Ernest Brudenell-Bruce (3e marquis d'Ailesbury), et le demi-frère de Charles Brudenell-Bruce. Il est baptisé à St George's Hanover Square, avec le roi George III et la reine Charlotte comme parrain et marraine. Il fait ses études au Collège d'Eton et à Christ Church, Oxford . En 1856, il accède aux titres de son père et, en 1868, à ceux de son lointain cousin James Brudenell, 7e comte de Cardigan.

## Carrière
Il entre à la Chambre des communes britannique en 1826, représentant Marlborough en tant que député jusqu'en 1829,. En 1838, il est convoqué à la Chambre des lords par une ordonnance d'accélération du titre subsidiaire de son père, de baron Bruce. Il est nommé assistant de la Reine Victoria en 1857 et est investi conseiller privé en 1859. Il occupe des fonctions politiques sous Lord Palmerston et Lord Russell en tant que Maître du cheval entre 1859 et 1866. Auparavant lieutenant-adjoint, il devient Lord Lieutenant du Wiltshire en 1863. Le 25 mai 1864, il est investi comme chevalier de la jarretière. Il est de nouveau maître du cheval, cette fois sous William Ewart Gladstone, entre 1868 et 1874.

## Famille
Le 11 mai 1837, il épouse Mary Herbert, troisième fille de George Herbert (11e comte de Pembroke), dans la même église où il fut baptisé. Il meurt en 1878 à Lockeridge House, Savernake, Wiltshire, à l'âge de 73 ans. Il y est enterré. Parce qu'il n'a aucun enfant, ses titres passent à son frère cadet, Ernest Brudenell-Bruce. La marquise d'Ailesbury est décédée au 78 Pall Mall de Londres en janvier 1892, à l'âge de 78 ans .